# Lista de países por uso de canábis na vida adulta

Mapa da Europa com estatísticas do uso de canábis na vida adulta, segundo o Observatório Europeu da Droga e da Toxicodependência.

Esta á uma lista de países por uso de canábis na vida adulta de acordo com pesquisas e enquetes direcionadas à população em geral. A estatística inclui qualquer uso de canábis durante qualquer momento da vida de uma pessoa.

## Lista
| Pos. | País           | Área geográfica              | Ano    | Faixa etária | Canábis (%) | Ref.  |
| ---- | -------------- | ---------------------------- | ------ | ------------ | ----------- | ----- |
| 1    | Estados Unidos | Nacional                     | 2010   | 16-34        | 51,6        | [ 4 ] |
| 2    | Canadá         | Nacional                     | 2009   | 15+          | 48,4        | [ 4 ] |
| 3    | Austrália      | Nacional                     | 2007   | 14+          | 46,7        | [ 4 ] |
| 4    | França         | Nacional                     | 2017   | 15-64        | 44,8        | [ 5 ] |
| 5    | Nova Zelândia  | Nacional                     | 2004–5 | 16+          | 41,9        | [ 2 ] |
| 6    | Dinamarca      | Nacional                     | 2017   | 15-64        | 38,4        | [ 5 ] |
| 7    | Espanha        | Nacional                     | 2020   | 15-64        | 37,5        | [ 5 ] |
| 8    | Itália         | Nacional                     | 2017   | 15-64        | 32,7        | [ 5 ] |
| 9    | Chile          | Nacional                     | 2014   | 12-64        | 31,5        | [ 6 ] |
| 10   | Reino Unido    | Nacional                     | 2004   | 14+          | 29,6        | [ 1 ] |
| 11   | Reino Unido    | - Inglaterra - País de Gales | 2018   | 15-64        | 29,0        | [ 5 ] |
| 12   | Alemanha       | Nacional                     | 2018   | 15-64        | 28,2        | [ 5 ] |
| 13   | Irlanda        | Nacional                     | 2015   | 15-64        | 27,9        | [ 5 ] |
| 14   | Países Baixos  | Nacional                     | 2019   | 15-64        | 27,7        | [ 5 ] |
| 15   | Chéquia        | Nacional                     | 2019   | 15-64        | 25,9        | [ 5 ] |
| 16   | Finlândia      | Nacional                     | 2018   | 15-64        | 25,6        | [ 5 ] |
| 17   | Estónia        | Nacional                     | 2018   | 15-64        | 24,5        | [ 5 ] |
| 18   | Áustria        | Nacional                     | 2015   | 15-64        | 23,6        | [ 5 ] |
| 19   | Luxemburgo     | Nacional                     | 2019   | 15-64        | 23,3        | [ 5 ] |
| 20   | Noruega        | Nacional                     | 2019   | 15-64        | 23,2        | [ 5 ] |
| 21   | Croácia        | Nacional                     | 2019   | 15-64        | 22,9        | [ 5 ] |
| 22   | Bélgica        | Nacional                     | 2018   | 15-64        | 22,6        | [ 5 ] |
| 23   | Eslovênia      | Nacional                     | 2018   | 15-64        | 20,7        | [ 5 ] |
| 24   | Reino Unido    | Escócia                      | 2004   | 16-64        | 20,5        | [ 1 ] |
| 25   | Brasil         | Nacional                     | 2018   | 15-64        | 19,0        | [ 7 ] |
| 26   | Eslováquia     | Nacional                     | 2019   | 15-64        | 17,0        | [ 5 ] |
| 27   | Reino Unido    | Irlanda do Norte             | 2002–3 | 15-64        | 16,8        | [ 1 ] |
| 28   | Suécia         | Nacional                     | 2018   | 15-64        | 16,7        | [ 5 ] |
| 29   | Chipre         | Nacional                     | 2019   | 15-64        | 14,1        | [ 5 ] |
| 30   | Polónia        | Nacional                     | 2018   | 15-64        | 12,1        | [ 5 ] |
| 31   | Israel         | Nacional                     | 2002–4 | 21+          | 11,5        | [ 2 ] |
| 32   | Portugal       | Nacional                     | 2016   | 15-64        | 11,0        | [ 5 ] |
| 33   | Grécia         | Nacional                     | 2015   | 15-64        | 11,0        | [ 5 ] |
| 34   | Colômbia       | Áreas urbanas                | 2003   | 18-65        | 10,8        | [ 2 ] |
| 35   | Lituânia       | Nacional                     | 2016   | 15-64        | 10,8        | [ 5 ] |
| 36   | Peru           | Sete cidades                 | 2003   | 12-64        | 10,3        | [ 8 ] |
| 37   | Letônia        | Nacional                     | 2015   | 15-64        | 9,8         | [ 5 ] |
| 38   | África do Sul  | Nacional                     | 2003–4 | 18+          | 8,4         | [ 2 ] |
| 39   | Bulgária       | Nacional                     | 2016   | 15-64        | 8,3         | [ 5 ] |
| 40   | Nepal          | Áreas urbanas                | 2001–2 | 18-65        | 7,8         | [ 2 ] |
| 41   | México         | Áreas urbanas                | 2001–2 | 18-65        | 7,8         | [ 2 ] |
| 42   | Hungria        | Nacional                     | 2019   | 15-64        | 6,1         | [ 5 ] |
| 43   | Roménia        | Nacional                     | 2019   | 15-64        | 6,1         | [ 5 ] |
| 44   | Líbano         | Nacional                     | 2002–3 | 18+          | 4,6         | [ 2 ] |
| 45   | Malta          | Nacional                     | 2013   | 15-64        | 4,3         | [ 5 ] |
| 46   | Turquia        | Nacional                     | 2017   | 15-64        | 2,7         | [ 5 ] |
| 47   | Nigéria        | 21 estados                   | 2002–3 | 18+          | 2,7         | [ 2 ] |
| 48   | Japão          | Quatro áreas metropolitanas  | 2002–3 | 20+          | 1,5         | [ 2 ] |
| 49   | China          | Duas áreas metropolitanas    | 2002–3 | 18+          | 0,3         | [ 2 ] |